# Adolf Haimovici
Adolf Haimovici (n. 1 octombrie 1912, Iași – d. 1 ianuarie 1993, Iași) a fost un matematician român de etnie evreiască, fratele mai mic al academicianului Mendel Haimovici.

## Viața și activitatea
A urmat cursurile primare la școala Gh. Asachi, apoi studiile secundare la Liceul Național, pe care le-a absolvit în 1930. După absolvire s-a înscris la Facultatea de științe din Iași, secția Matematică și Fizică-Matematică, pe care a absolvit-o în 1934. 
Și-a susținut teza de doctorat în 1938 sub conducerea lui Alexandru Myller cu un subiect de geometrie diferențială apoi, datorită faptului că regimul lui Ion Antonescu a interzis evreilor să frecventeze școlile de stat, până în anul 1945 a predat la școli evreiești din învățământul secundar. În 1945 și-a început cariera universitară la Facultatea de Matematică a Universității «Al. I. Cuza» din Iași, unde în 1981 i s-a acordat titlul de profesor emerit al Universității.
În anul școlar 1946-1947 a fost profesor la Liceul Național din Iași, predând - între altele - la clasa a VIII-a științifică.
A decedat la 1 ianuarie 1993, la Iași. 

## In memoriam
În cinstea lui a fost înființat Concursul Național de Matematică Aplicată Adolf Haimovici.

## Distincții
- Ordinul Muncii clasa a III-a (30 decembrie 1957) „cu ocazia celei de a zecea aniversări a proclamării Republicii Populare Romîne și pentru merite deosebite în îndeplinirea sarcinilor date de Partidul Muncitoresc Romîn, pentru merite deosebite pe tărîmul construcției de stat, economice, sociale, culturale și obștești”[3]
- Medalia „40 de ani de la înființarea Partidului Comunist din Romînia” (6 mai 1961) „pentru merite în activitatea de partid și întărirea regimului democrat-popular”[4]

## Scrieri
- Ecuații diferențiale cu funcții de mulțime ca necunoscute, București, Editura Academiei RSR, 1976